# المقامات العلية في كرامات الصحابة الجلية (كتاب)
المقامات العليَّة في كرامات الصحابة الجليَّة، كتاب صغير الحجم كبير النفع، صنفه الحافظ ابن سيد الناس اليعمري في ذكر كرامات بعض الصحابة، وهو خليط من النثر والنظم، زادت أبياته على الثمانين بيتاً، مما جعل بعض المصنفين بعده يعدونه ديواناً شعرياً، ويشيرون إليه في مصنفاتهم بـ «القصيدة العينية» لانتهاء قافيتها بحرف العين.

## منهجه
بدأ المصنف كتابه بعشرين بيتاً في مدح النبي محمد وفضل مدينته التي عاش فيها وضمت جسده، ومِنها:
ثم أُورَد بعدها كرامات عدد من الصحابة وبعض التابعين، مُتبعاً في ذلك منهجاً فريداً، حيثُ يورد كرامات الصحابي والتابعي نثراً بأسانيدها ثم يعقب بذكرها نظماً، فجاءت كأبدع ما يكون، وكثيراً ما يُناقش بعض الأسانيد ويبين ضعفها أو انقطاعها أو تعدد طرقها. 

### مِمَن ورد ذِكرهم منالصحابة
أُورد المُصنف جملةً من الصحابة في كتابه، مع بيان كراماتهم، وهم حسب ترتيب الكِتاب:
- أبو بكر الصديق
- عمر بن الخطاب
- عثمان بن عفان
- علي بن أبي طالب
- الحسين بن علي بن أبي طالب
- سعد بن أبي وقاص
- سعيد بن زيد
- عبد الله بن جحش
- العباس بن عبد المطلب
- أبي بن كعب
- عامر بن فهيرة
- الطفيل بن عمرو الدوسي
- زيد بن حارثة
- البراء بن مالك
- أنس بن مالك
- تميم الداري
- أبو أمامة الباهلي
- جنادة ابن أبي أمية
- أبو ريحانة
- حمزة بن عمرو الأسلمي
- حذيفة بن اليمان
- سفينة مولى رسول الله
- عمران بن حصين
- خالد بن الوليد

### مِمَن ورد ذِكرهم منالتابعين
- حجر بن عدي
- عقبة بن نافع